# Aeroport de Bilene
L'aeroport de Bilene (codi IATA: -, codi OACI: FQBI) era un aeroport que serveix Praia do Bilene, a la província de Gaza a Moçambic. Actualment està fora de servei.